# Josep Maria Terricabras
Josep Maria Terricabras i Nogueras (ur. 12 lipca 1946 w Calelli, zm. 16 kwietnia 2024) – hiszpański i kataloński filozof, wykładowca akademicki, profesor uniwersytecki, a także polityk, deputowany do Parlamentu Europejskiego VIII kadencji.

## Życiorys
Absolwent filozofii i literatury na Uniwersytecie Barcelońskim. Doktorat uzyskał na macierzystej uczelni oraz na Westfalskim Uniwersytecie Wilhelma w Münster. Przebywał na stażach naukowych m.in. w St John's College na University of Cambridge oraz na Uniwersytecie Kalifornijskim w Berkeley. Zawodowo związany z Uniwersytetem w Gironie, gdzie objął stanowisko profesorskie i kierownictwo katedry zajmującej się współczesną filozofią. W 1995 został również członkiem rady jednego z wydziałów Instytutu Studiów Katalońskich. Specjalizuje się w filozofii współczesnej, w szczególności w badaniach nad myślą Ludwiga Wittgensteina. Opublikował liczne prace naukowe poświęcone głównie filozofii języka, logice i etyce.
Zdeklarowany zwolennik niepodległości Katalonii, zaangażował się w działalność organizacji Assemblea Nacional Catalana. Politycznie bliski współpracownik Republikańskiej Lewicy Katalonii, nominowany na kandydata tej partii w wyborach europejskich w 2014, uzyskał następnie mandat deputowanego do PE VIII kadencji.